# Douglas 2229
Douglas Model 2229 je bilo nadzvočno potniško letalo, ki ga je predlagal ameriški Douglas Aircraft Company. Letalo ni nikoli poletelo, zgradili so samo nekaj delov in jih testirali v vetrovniku. Douglas je pravilno sklepal, da nadzvočni transport ne bo ekonomičen, zato je opustil koncept in se ni prijavil na razpis National Supersonic Transport (NST) leta 1963.
V 1950ih se je zelo razširila tehnologija nadzvočnih letal. Pojavili so se novi motorji, nove oblike kril, kot npr. delta in novi materiali kot npr. titan. V 1950ih je ZDA razvila dve visokotehnološki nadvzočni letali bombnik North American XB-70 Valkyrie in razvidniški Lockheed SR-71. Problem nadzvočnih letal je velik hrup, ne samo zaradi zvočnega poka ampak tudi zaradi motorjev. Za nadzvočne lete je potreben precej drugačni motor, npr. turboreaktivni ali pa nizko obtočni turbofan.

## Bibliogragija
- (After), "After the DC-8", Flight International, 30 November 1961, pg. 849
- Erik Conway, "High-speed dreams: NASA and the technopolitics of supersonic transportation", JHU Press, 2005